# ویک مورو
ویک مورو (انگلیسی: Vic Morrow؛ ‏ ۱۴ فوریهٔ ۱۹۲۹ – ۲۳ ژوئیهٔ ۱۹۸۲) بازیگر و کارگردان اهل ایالات متحده آمریکا بود. وی بین سال‌های ۱۹۵۵ تا ۱۹۸۲ میلادی فعالیت می‌کرد. از فیلم‌های او می‌توان به مردی به نام اسلج، در انتظار مرگ و مدرسه اوباش و اراذل، منطقه گرگ و میش، شاه کروئل و ستایش از یک مرد بد اشاره نمود.